# Psittacula calthropae
Psittacula calthropae là một loài chim trong họ Psittacidae.